# Commission des services juridiques
Pour les articles homonymes, voir CSJ.
La Commission des services juridiques (CSJ) est une organisation gouvernementale québécoise sous la responsabilité du ministre de la Justice. Établie avec l'adoption de la Loi sur l'aide juridique du Québec en 1972, la Commission est chargée de veiller à ce que l'aide juridique soit fournie aux personnes admissibles. Pour ce faire, la Commission doit entre autres superviser des centres régionaux d'aide juridique ainsi qu'une ligne téléphonique accessible à toute personne arrêtée ou détenue.
En 1986, la commission a soutenu qu'il était inconstitutionnel pour le gouvernement provincial d'effectuer des inspections à domicile des bénéficiaires de l'aide sociale.